# Longitarsus hissaricus
Longitarsus hissaricus es un coleóptero de la familia Chrysomelidae. Fue descrita científicamente en 2000 por Lopatin in Konstantinov & Lopatin.